# الجرف (حبيش)

تعديل مصدري - تعديل

الجرف هي إحدى قرى عزلة الذارحي بمديرية حبيش التابعة لمحافظة إب، بلغ تعداد سكانها 256 نسمة حسب تعداد اليمن لعام 2004.